# Rosário do Catete
Rosário do Catete este un oraș în Sergipe (SE), Brazilia.